# U-637 (tàu ngầm Đức)
U-637 là một tàu ngầm tấn công  Lớp Type VII thuộc phân lớp Type VIIC được Hải quân Đức Quốc Xã chế tạo trong Chiến tranh Thế giới thứ hai. Nhập biên chế năm 1942, nó dành phần lớn quãng đời hoạt động cho nhiệm vụ huấn luyện, nên chỉ thực hiện ba chuyến tuần tra và đánh chìm một tàu chiến tải trọng 39 tấn. U-637 sống sót qua cuộc xung đột, đầu hàng lực lượng Đồng Minh tại Stavanger, Na Uy ngày 9 tháng 5, 1945, và cuối cùng bị đánh chìm trong khuôn khổ Chiến dịch Deadlight ngoài khơi Bắc Ireland vào ngày 21 tháng 12, 1945.

## Thiết kế và chế tạo

### Thiết kế

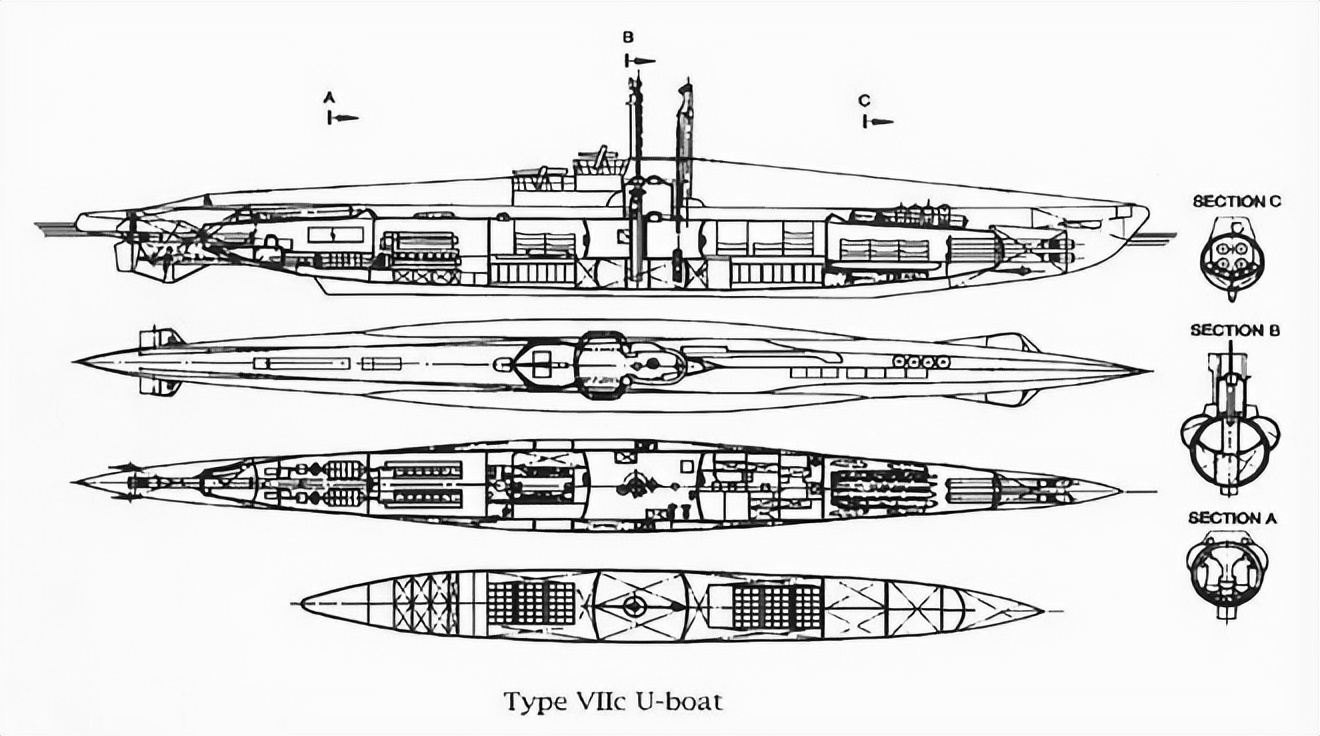
Sơ đồ các mặt cắt một tàu ngầm Type VIIC

Phân lớp VIIC của Tàu ngầm Type VII là một phiên bản VIIB được kéo dài thêm. Chúng có trọng lượng choán nước 769 t (757 tấn Anh) khi nổi và 871 t (857 tấn Anh) khi lặn). Con tàu có chiều dài chung 67,10 m (220 ft 2 in), lớp vỏ trong chịu áp lực dài 50,50 m (165 ft 8 in), mạn tàu rộng 6,20 m (20 ft 4 in), chiều cao 9,60 m (31 ft 6 in) và mớn nước 4,74 m (15 ft 7 in).
Chúng trang bị hai động cơ diesel Germaniawerft F46 siêu tăng áp 6-xy lanh 4 thì, tổng công suất 2.800–3.200 PS (2.100–2.400 kW; 2.800–3.200 bhp), dẫn động hai trục chân vịt đường kính 1,23 m (4,0 ft), cho phép đạt tốc độ tối đa 17,7 kn (32,8 km/h), và tầm hoạt động tối đa 8.500 nmi (15.700 km) khi đi tốc độ đường trường 10 kn (19 km/h). Khi đi ngầm dưới nước, chúng sử dụng hai động cơ/máy phát điện Garbe, Lahmeyer & Co. RP 137/c  tổng công suất 750 PS (550 kW; 740 shp). Tốc độ tối đa khi lặn là 7,6 kn (14,1 km/h), và tầm hoạt động 80 nmi (150 km) ở tốc độ 4 kn (7,4 km/h). Con tàu có khả năng lặn sâu đến 230 m (750 ft).
Vũ khí trang bị có năm ống phóng ngư lôi 53,3 cm (21 in), bao gồm bốn ống trước mũi và một ống phía đuôi, và mang theo tổng cộng 14 quả ngư lôi, hoặc tối đa 22 quả thủy lôi TMA, hoặc 33 quả TMB. Tàu ngầm Type VIIC bố trí một hải pháo 8,8 cm SK C/35 cùng một pháo phòng không 2 cm (0,79 in) trên boong tàu. Thủy thủ đoàn bao gồm 4 sĩ quan và 40-56 thủy thủ.

### Chế tạo
U-637 được đặt hàng vào ngày 20 tháng 1, 1941, và được đặt lườn tại xưởng tàu của hãng Blohm & Voss ở Hamburg vào ngày 17 tháng 10, 1941. Nó được hạ thủy vào ngày 7 tháng 7, 1942, và nhập biên chế cùng Hải quân Đức Quốc Xã vào ngày 27 tháng 8, 1942 dưới quyền chỉ huy của Hạm trưởng, Đại úy Hải quân Max Bernd Dieterich.

## Lịch sử hoạt động
Sau khi hoàn tất việc huấn luyện trong thành phần Chi hạm đội U-boat 5, U-637 tiếp tục phục vụ huấn luyện trong thành phần đơn vị này cho đến khi được điều sang Chi hạm đội U-boat 1 từ ngày 1 tháng 6, 1944 để hoạt động trên tuyến đầu. Nó lại được điều sang Chi hạm đội U-boat 8 từ ngày 6 tháng 7, 1944, và cuối cùng trở lại Chi hạm đội U-boat 5 từ ngày 1 tháng 1, 1945 cho đến khi bị mất.

### 1944

#### Chuyến tuần tra thứ nhất
Trong tháng 6 và tháng 7, 1944, U-637 thực hiện các chuyến đi ngắn từ Kiel, Đức đến Valloy và Arendale, Na Uy, rồi sang tháng 10 lại đi đến Danzig (nay là Gdańsk thuộc Ba Lan). Nó xuất phát từ Danzig vào ngày 25 tháng 11 cho chuyến tuần tra đầu tiên trong chiến tranh để hoạt động trong vịnh Phần Lan. Vào ngày 24 tháng 12, nó phóng hai loạt ngư lôi tấn công một nhóm tàu chiến Liên Xô trong vịnh Phần Lan, đánh chìm được chiếc xuồng tuần tra chống ngầm BMO-594 (39 tấn) của Hải quân Liên Xô ở vị trí ngoài khơi mũi Pakri. Chiếc tàu ngầm kết thúc chuyến tuần tra và quay trở về Danzig vào ngày 13 tháng 1, 1945.

### 1945

#### Chuyến tuần tra thứ hai và thứ ba
U-637 khởi hành từ Kiel vào ngày 5 tháng 4 cho chuyến tuần tra thứ hai tại Bắc Hải, và kết thúc chuyến đi tại Stavanger, Na Uy vào ngày 13 tháng 4.
Chuyến tuần tra ngắn tiếp theo của U-637, cùng xuất phát và kết thúc tại Stavanger, chỉ kéo dài từ ngày 23 đến ngày 28 tháng 4.

#### Đầu hàng – Bị đánh chìm
Khi Thế Chiến II bước vào giai đoạn kết thúc, U-637 đầu hàng lực lượng Đồng Minh tại Stavanger vào ngày 9 tháng 5. Chiếc tàu ngầm sau đó được kéo đến Loch Ryan, Scotland ngang qua Lisahally, Bắc Ireland, và bị đánh chìm trong khuôn khổ Chiến dịch Deadlight vào ngày 21 tháng 12, 1945, tại tọa độ 55°35′B 07°46′T / 55,583°B 7,767°T.

### Tóm tắt chiến công
U-637 đã đánh chìm được một tàu chiến tổng tải trọng 39 tấn:
| Ngày              | Tên tàu | Quốc tịch        | Tải trọng | Số phận      |
| ----------------- | ------- | ---------------- | --------- | ------------ |
| 24 tháng 12, 1944 | BMO-594 | Hải quân Liên Xô | 39        | Bị đánh chìm |